# Bivacco Angelo e Seconda Caldarini
Il bivacco Caldarini, anche noto come bivacco Angelo e Seconda Caldarini, è un bivacco situato nel Val Cantone di Dosdè nel comune di Valdidentro (SO).

## Storia
Il bivacco è stato inaugurato nel 1970 e la struttura è stata intitolata a Angelo Caldarini e Seconda Caldarini.

## Caratteristiche
Il bivacco è posto a 2.486 m s.l.m. in Val Cantone di Dosdè sopra la Val Viola. Il bivacco consiste in una struttura metallica che permette il pernottamento a 9 persone.

## Accessi
Si può arrivare al bivacco partendo dalla località Arnoga in Val Viola in circa 2 ore con un dislivello di 650 metri.

## Ascensioni
- Cima Viola - in 3 ore e mezza
- Pizzo Dosdè - in 3 ore
- Scima da Saoseo - in 3 ore e mezza
- Cima orientale di Lago Spalmo
- Cima settentrionale di Lago Spalmo
- Punta d'Avedo

## Traversate
- Capanna Dosdè: si riscende in Val Cantone di Dosdè, si piega verso sud puntando al passo Dosdè e quindi alla capanna